# Klein Grabenstedt

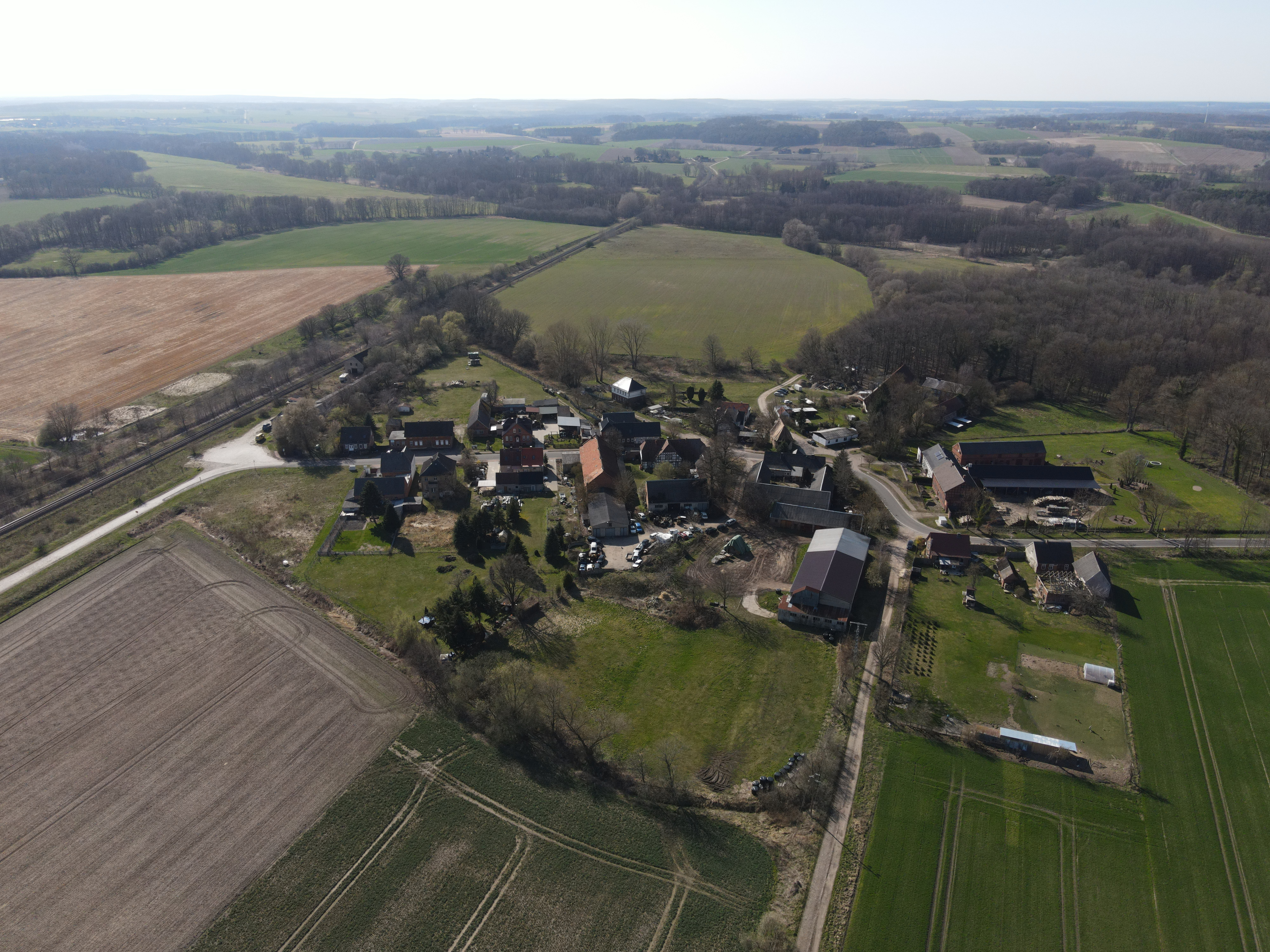
Klein Grabenstedt im März 2021 von Osten

Klein Grabenstedt gehört zur Ortschaft Andorf und ist ein Ortsteil der Hansestadt Salzwedel im Altmarkkreis Salzwedel in Sachsen-Anhalt.

## Geographie
Klein Grabenstedt, ein Rundplatzdorf mit Kirche auf dem Platz, liegt etwa drei Kilometer südlich des niedersächsischen Fleckens Bergen an der Dumme und 12 Kilometer westlich von Salzwedel in der Altmark. Einige hundert Meter westlich des Dorfes fließt die Dumme (Südlicher Mühlenbach), die heute die Grenze zum Bundesland Niedersachsen bildet. Im Osten fließt die Alte Dumme nach Norden.
Nachbarorte sind Belau im Nordwesten, Bergen an der Dumme im Norden, Hestedt im Osten, Andorf im Südosten, Groß Grabenstedt und Nienbergen im Südwesten.

## Geschichte

### Mittelalter bis Neuzeit
Im Jahre 1297 wurde Gerardus de Gravenstede, Ratsherr der Neustadt Salzwedel, in einer Beurkundung genannt. Der Beleg kann auch Groß Grabenstedt betreffen. Im Jahr 1360 wurde villa wendeschen Grauenstede erwähnt, als der Probst, die Priorin und der Konvent des Klosters Diesdorf eine Stiftung beurkundeten. Im Landbuch der Mark Brandenburg von 1375 wird der Ort als Wendeschen und Vendeschen Gravenstede aufgeführt, der dem Kloster Diesdorf gehörte. Weitere Nennungen in Urkunden im Brandenburgischen Landeshauptarchiv in Potsdam sind 1585 Wendischen Grauenstete, 1608 Wendisch Grauenstedt, 1687 Lütken Gravensted sowie 1804 schließlich Klein Gravenstedt.
Südwestlich des Dorfes lag der Bahnhof Bergen (Dumme) an der Bahnstrecke Stendal–Uelzen. Er war 1873 in Betrieb genommen worden und ging 1951 außer Betrieb.
Bei der Bodenreform wurden 1945 11 Besitzungen unter 100 Hektar erfasst, die zusammen 211 Hektar Land umfassten. Die Kirche hatte nur einen Hektar Land.

### Herkunft des Ortsnamens
Jürgen Udolph führt den Ortsnamen auf das niederdeutsche Wort „grave“ für „Graben“ zurück.

### Archäologie
1967 wurden südwestlich von Klein Grabenstedt Funde geborgen.

### Eingemeindungen
Ursprünglich gehörte das Dorf zum Salzwedelischen Kreis der Mark Brandenburg in der Altmark. Zwischen 1807 und 1813 lag es im Kanton Diesdorf auf dem Territorium des napoleonischen Königreichs Westphalen. Ab 1816 gehörte die Gemeinde zum Kreis Salzwedel, dem späteren Landkreis Salzwedel.
Am 20. Juli 1950 wurden die Gemeinden Klein Grabenstedt und Groß Grabenstedt zu einer Gemeinde mit dem Namen Grabenstedt im Landkreis Salzwedel zusammengeschlossen. Am 1. Januar 1973 wurde Grabenstedt in die Gemeinde Andorf eingemeindet. Klein Grabenstedt war damit ein Ortsteil von Andorf geworden. Am 1. Mai 1992 wurde Andorf in die Gemeinde Henningen eingemeindet.
Mit der Eingemeindung von Henningen in die Hansestadt Salzwedel am 1. Januar 2010 kam der Ortsteil Klein Grabenstedt zu Salzwedel und zur neu errichteten Ortschaft Henningen. Am 1. Juli 2019 wurde aus der Gemarkung Grabenstedt und der Gemarkung Andorf die Ortschaft Andorf gebildet. Klein Grabenstedt liegt in der Gemarkung Grabenstedt. Somit gehört der Ortsteil Klein Grabenstedt seit dem 1. Juli 2019 zur Ortschaft Andorf.

### Einwohnerentwicklung

#### Gemeinde
| Jahr | Einwohner |
| ---- | --------- |
| 1734 | 041       |
| 1774 | 052       |
| 1789 | 059       |
| 1798 | 044       |
| 1801 | 044       |
| 1818 | 048       |
| 1840 | 056       |
| 1864 | 055       |
| 1871 | 117       |

| Jahr | Einwohner |
| ---- | --------- |
| 1885 | 089       |
| 1892 | [00]094   |
| 1895 | 088       |
| 1900 | [00]109   |
| 1905 | 095       |
| 1910 | [00]094   |
| 1925 | 106       |
| 1939 | 102       |
| 1946 | 136       |

Quelle, wenn nicht angegeben, bis 1946:

#### Ortsteil
| Jahr | Einwohner |
| ---- | --------- |
| 2010 | [00]42    |
| 2014 | [00]38    |
| 2015 | [00]35    |
| 2020 | [00]29    |
| 2021 | [00]30    |
| 2022 | [00]30    |
| 2023 | [0]28     |

## Religion
Die evangelische Kirchengemeinde Klein Grabenstedt, die früher zur Pfarrei Osterwohle gehörte, wird heute betreut vom Pfarrbereich Osterwohle-Dähre im Kirchenkreis Salzwedel im Bischofssprengel Magdeburg der Evangelischen Kirche in Mitteldeutschland.
Die ältesten überlieferten Kirchenbücher für die Pfarrei Osterwohle stammen aus dem Jahre 1666.

## Kultur und Sehenswürdigkeiten
- Die evangelische Dorfkirche Klein Grabenstedt, ein kleiner im Osten halbrund geschlossener spätgotischer Feldsteinbau ohne Turm,[23] ist eine Chorkirche mit halbrunden Ostschluss und einem hervorkragenden Glockenträger am Westende. Sie entstand kaum vor der Mitte des 15. Jahrhunderts. Im Inneren wurden an den Wänden fünf unregelmäßig verteilte Weihekreuze freigelegt.[24]
- Zwei Bauernhöfe stehen unter Denkmalschutz.
- Der Ortsfriedhof liegt im Westen des Dorfes.

## Wirtschaft und Infrastruktur
Im Dorf gibt es eine Tischlerei.

## Trivia
Der Anfang 2019 abgerissene Schlauchturm der Feuerwehr war das „Wahrzeichen“ des Dorfes.